# 氢氧化铯
氢氧化铯（化学式：CsOH）是一种无机化合物，为强碱，可以腐蚀玻璃。与其他碱金属氢氧化物类似，氢氧化铯也是超强的碱，极容易潮解。实验室常用的是氢氧化铯一水合物。

## 制备
氢氧化铯可由氢氧化钙或氢氧化钡和碳酸铯反应得到：
Ca(OH)2 + Cs2CO3 → 2 CsOH + CaCO3↓

## 化学性质
氢氧化铯具有碱的通性，如可以和酸反应，得到铯盐：
CsOH + HCl → CsCl + H2O
氢氧化铯可以吸收空气中的二氧化碳：
2 CsOH + CO2 → Cs2CO3 + H2O